# Zbyszek Godlewski
Zbigniew Eugeniusz Godlewski (ur. 3 sierpnia 1952 w Zielonej Górze, zm. 17 grudnia 1970 w Gdyni) – polski robotnik, pracownik Zarządu Portu Gdynia, zastrzelony w czasie wydarzeń Grudnia 1970.
Zbyszek Godlewski jest uważany za symbol ofiar Grudnia 1970. O jego śmierci mówi Ballada o Janku Wiśniewskim.

## Życiorys

### Dzieciństwo i młodość
Syn Eugeniusza i Izabeli. Jako syn kapitana Ludowego Wojska Polskiego mieszkał w kilku miastach w Polsce gdzie służył jego ojciec – w Zielonej Górze, Żaganiu, Łodzi oraz Elblągu. W 1970 roku ukończył szkołę zawodową i zatrudnił się w Stoczni Gdyńskiej przy rozładunku statków.

### Śmierć i pogrzeb

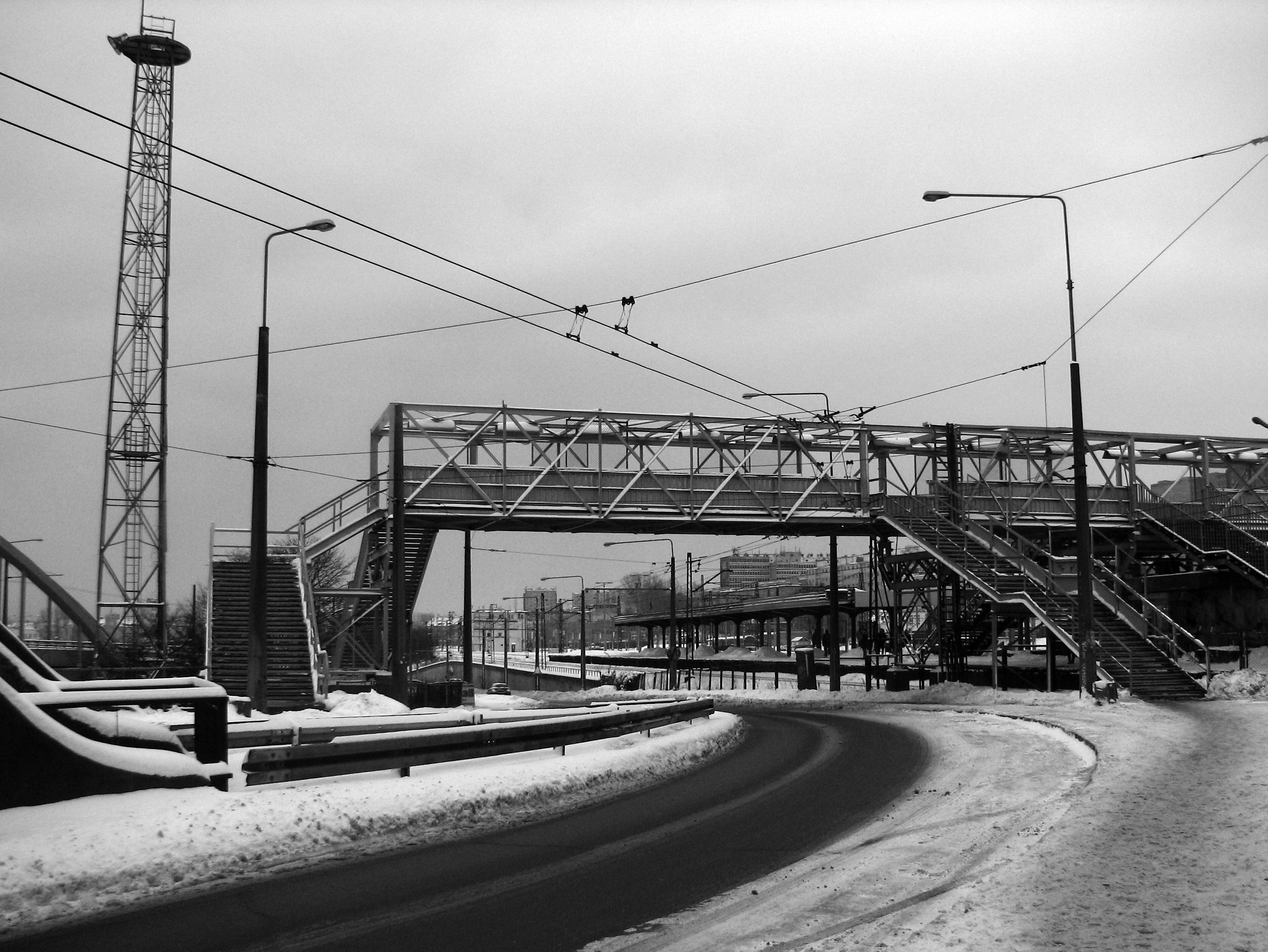
Miejsce śmierci Zbyszka Godlewskiego, współcześnie

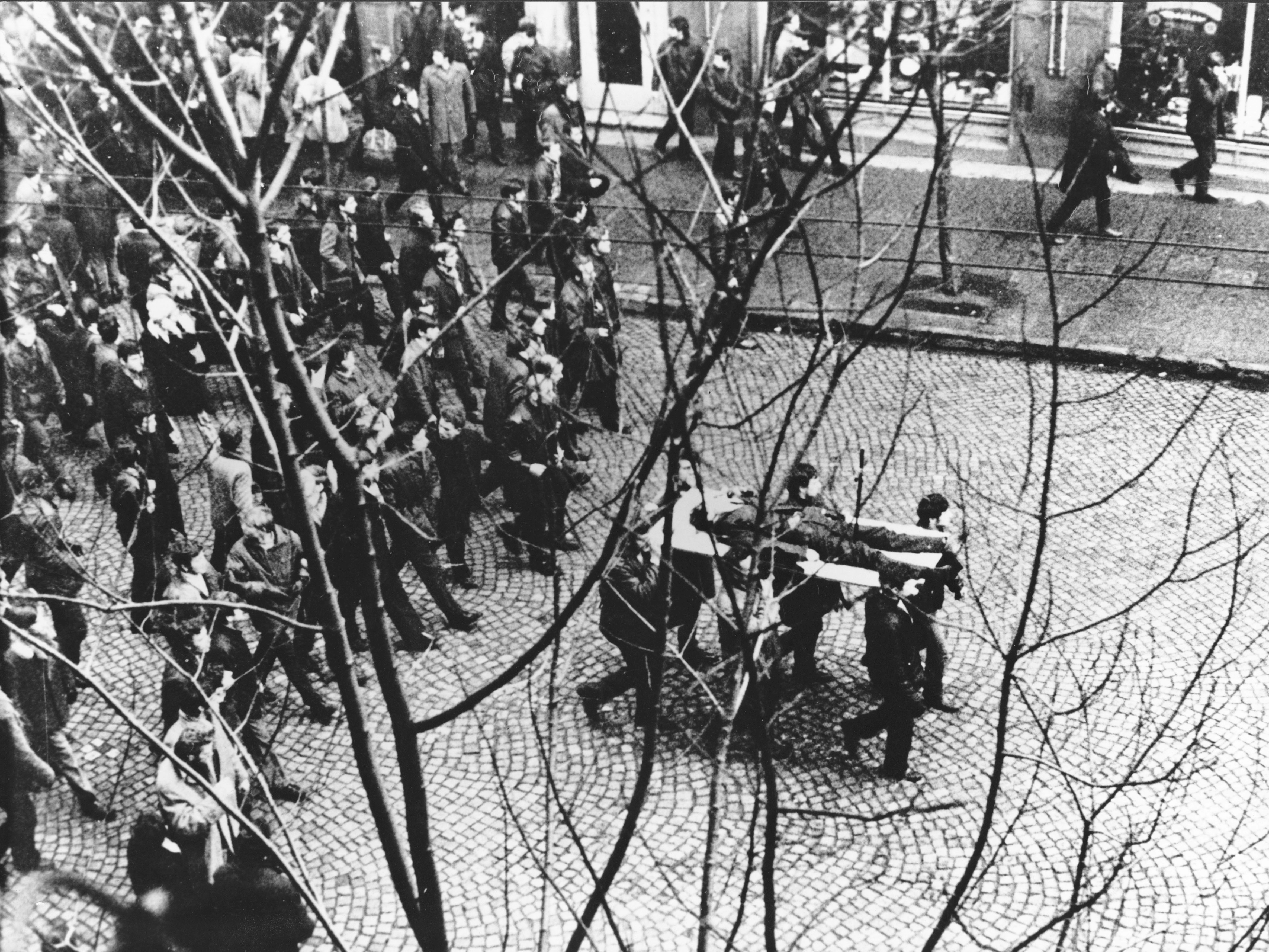
Demonstracje Grudnia 1970 w Gdyni: ciało Zbyszka Godlewskiego niesione przez demonstrantów

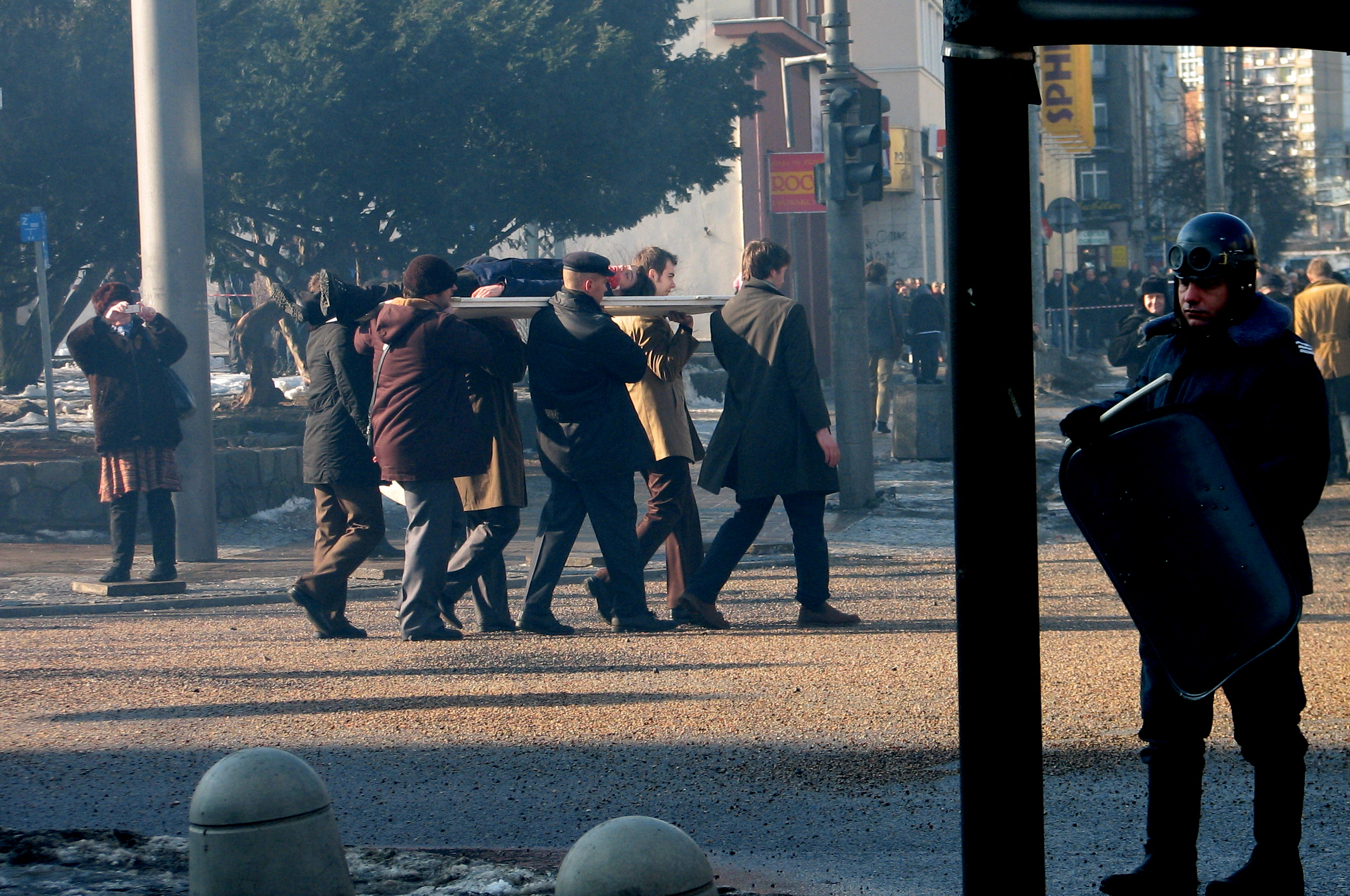
Inscenizacja marszu ulicami Gdyni z ciałem Zbyszka Godlewskiego, na planie filmu Czarny czwartek.

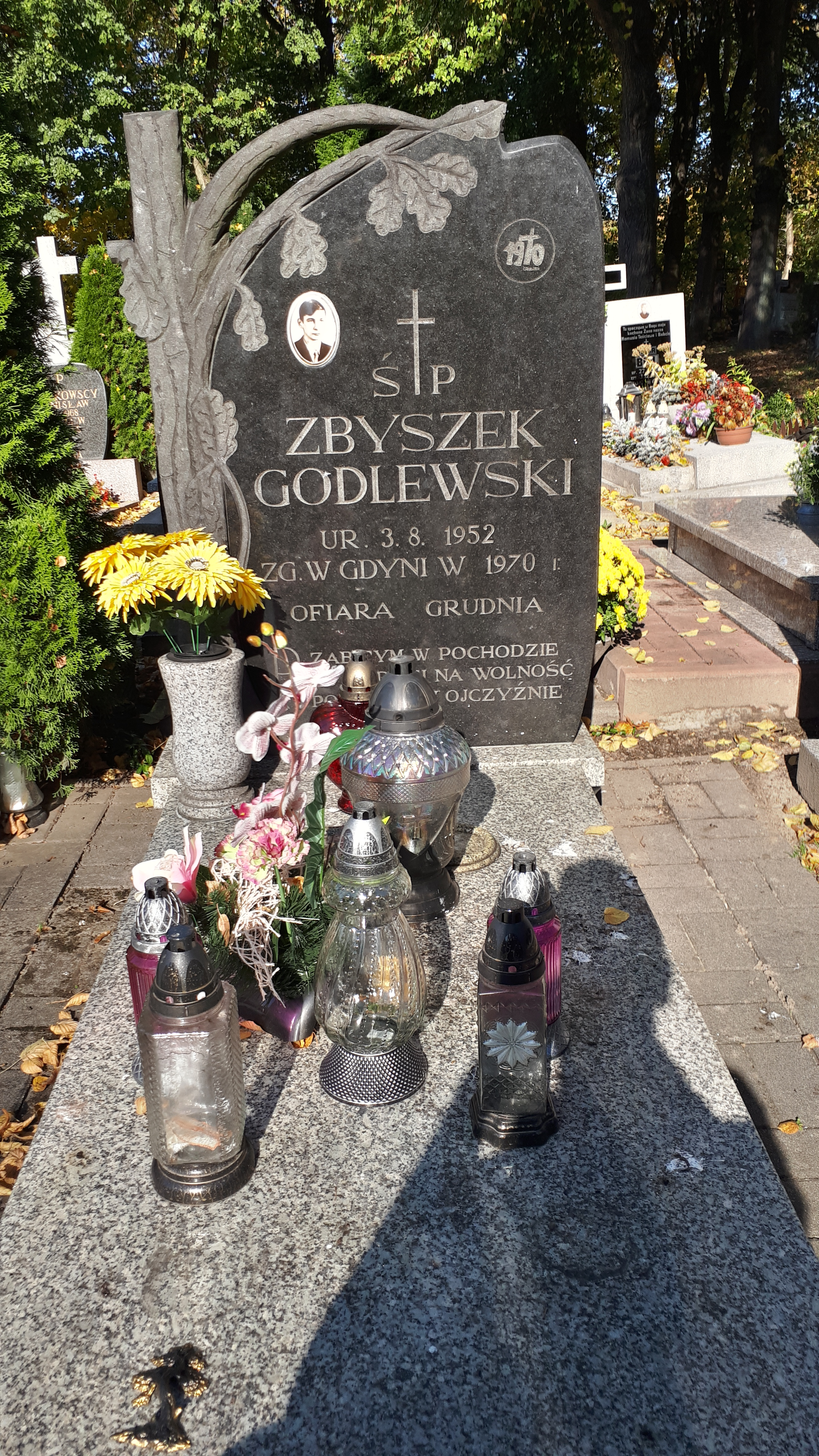
Grób Zbigniewa Godlewskiego na Cmentarzu komunalnym Agrykola w Elblągu

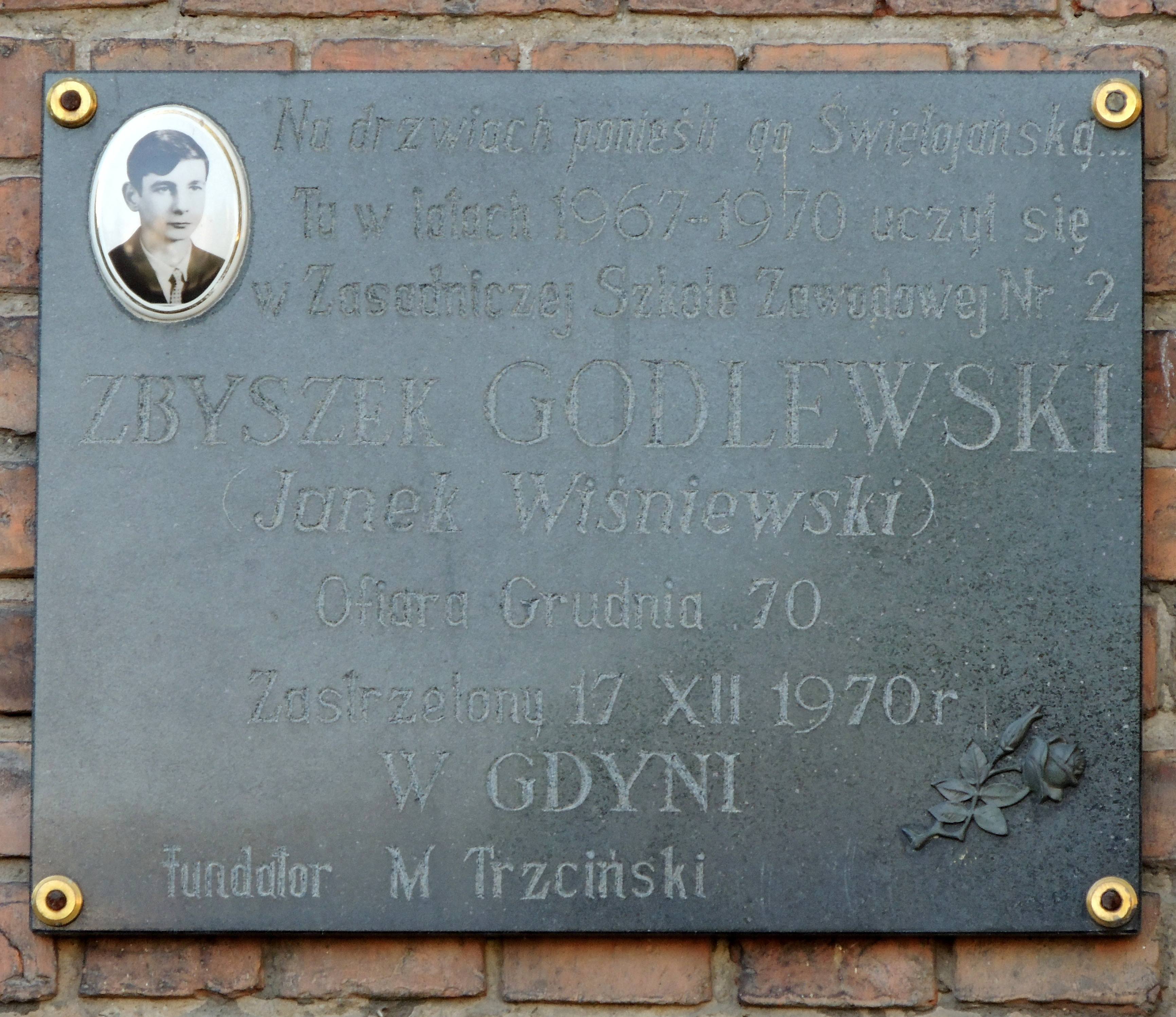
Tablica pamiątkowa na dawnym budynku szkolnym przy ulicy Bożego Ciała 10 w Elblągu

Został zastrzelony 17 grudnia przez żołnierzy LWP ok. godz. 6:00. Stało się to nieopodal przystanku Szybkiej Kolei Miejskiej Gdynia Stocznia, po jego przyjeździe do pracy z Elbląga. W chwili śmierci miał 18 lat. Po tym incydencie protestujący przemaszerowali z jego ciałem niesionym na drzwiach ulicami Gdyni. Ciało zostało przeniesione pod urząd miejski w Gdyni, gdzie lekarz stwierdził zgon. Zwłoki zabrano do szpitala w Redłowie. Gdyński fotograf Edmund Pelpliński zrobił z okna swojego mieszkania fotografię przedstawiającą mężczyzn niosących na drzwiach ciało młodego robotnika. Zdjęcie stało się symbolem Grudnia '70.
Jego ojciec stwierdził, że na oddanym mu pokrwawionym swetrze syna widniały 3 dziury prawdopodobnie po postrzale, 2 na części brzusznej i 1 na części piersiowej. W programie „Kadry sprzed lat” ojciec poinformował o postrzale w głowę, prawdopodobnie z rykoszetu. Pogrzeb odbył się nocą 20 grudnia 1970 na cmentarzu w Gdańsku-Oliwie bez okazania zwłok rodzinie. W marcu 1971 staraniem rodziny przeniesiony na cmentarz w Elblągu.
Osoba Zbyszka Godlewskiego nie budziła zainteresowania komunistycznej Służby Bezpieczeństwa, w dokumentach zachowanych w Instytucie Pamięci Narodowej nie odnaleziono akt potwierdzających jego rozpracowanie w ramach jakiejkolwiek sprawy operacyjnej. Jego nazwisko pojawia się w późniejszych materiałach, związanych z przebiegiem wydarzeń grudniowych.

## Upamiętnienie
Po upadku Polski Ludowej jedna z ulic w jego rodzinnym Elblągu została nazwana jego imieniem. Ulicę poświęconą pamięci Zbyszka Godlewskiego ustanowiono także w Zielonej Górze, gdzie się urodził i spędził ostatnie wakacje w życiu.
Na ścianie Szkoły Podstawowej im. Marszałka Józefa Piłsudskiego w Gałkowie Dużym odsłonięto 17 grudnia 2020 roku tablicę upamiętniającą Zbigniewa Godlewskiego – ucznia tej szkoły.

## Odznaczenia
- 17 grudnia 2008 (w 38. rocznicę Grudnia 70), za zasługi w działalności na rzecz przemian demokratycznych w Polsce, został pośmiertnie odznaczony Złotym Krzyżem Zasługi[12][13][14].
- 19 listopada 2015, za zasługi w działalności na rzecz niepodległości i suwerenności Polski oraz respektowania praw człowieka w Polskiej Rzeczypospolitej Ludowej, został pośmiertnie odznaczony Krzyżem Wolności i Solidarności[15][16].

## Janek Wiśniewski
Historia młodego mężczyzny niesionego na drzwiach po ulicach miasta zainspirowała Krzysztofa Dowgiałłę do napisania tekstu piosenki o tym wydarzeniu. Nie znał on imienia ani nazwiska ofiary, więc użył przypadkowego imienia i nazwiska: Janek Wiśniewski. W grudniu 1990 bohater wiersza stał się patronem ulicy w Gdyni, znajdującej się w pobliżu stacji kolejowej, gdzie zginął Zbyszek Godlewski. Również w Pruszczu Gdańskim jedna z ulic nosi jego imię.

## Film
- W filmie Czarny Czwartek w rolę Janka Wiśniewskiego wcielił się Tomasz Ziętek[20].
- W filmie Psy postacie SBeków kpią z tragedii Zbyszka Godlewskiego, śpiewając w trakcie niesienia swojego pijanego przyjaciela „Balladę o Janku Wiśniewskim”[21].